# Hit Parader
Hit Parader — американский музыкальный журнал, выходивший с 1942 по 2008 год. 
Первоначально издание было посвящено рок- и поп-музыке, однако в 1970-х переключилось на хард-рок и хэви-метал. К началу 1980-х Hit Parader сфокусировался исключительно на хэви-метале; в этот период редакцией журнала была запущена тематическая телепередача под названием Hit Parader’s Heavy Metal Heroes. 
Пик продаж журнала пришёлся на середину-конец 1980-х, достигая полмиллиона экземпляров ежемесячно, что было связано с высокой популярностью и коммерческим успехом хэви-метала в тот период.

## История

### Ранние годы
Hit Parader был основан в 1942 году компанией Charlton Publications, расположенной в Дерби, штат Коннектикут. В первом номере журнала, 16 сентября 1942 года, было опубликовано заявление редакции посвящённое миссии издания:
Hit Parader предназначен для мальчиков и девочек, учащихся колледжей и служащих вооруженных сил… а также для миллионов людей, которые ежедневно слушают радио, людей, которые ходят в кино и на танцы, любителей музыкальных автоматов, людей, которые покупают грампластинки и ноты для домашнего пользования, и даже тех людей, которые просто насвистывают во время работы.
Наряду с такими журналами, как Billboard, Down Beat и Song Hits, Hit Parader был одним из старейших американских музыкальных изданий. Название журнала отсылает к «хит-параду» популярной музыки, то есть к списку текущих хит-синглов, определяемому либо продажами, либо временем в эфире. В первые годы существования журнал по большей части состоял из текстов популярных песен того времени. Эта практика сохранялась до 1975 года, когда лицензирование прав стало слишком дорогим. После этого в нем появились интервью, цветные фотографии и тематические статьи посвящённые популярным рок-музыкантам.

### Появление рок-музыки
Большую часть 1960-х редактором журнала был Джим Делехант. По его воспоминаниям, в начале десятилетия музыкальная сцена была «чрезвычайно скучной» — писать было практически не о чем. Однако все изменилось в 1964 году когда появился ряд чрезвычайно популярных рок-групп, таких как The Beatles и Beach Boys. В то время среди музыкальных изданий было обычной практикой писать поддельные статьи, собранные из материалов биографии и рекламных источников, распространяемые звукозаписывающими компаниями. Однако, Hit Parader нанимал рок-журналистов, которые ездили в командировки — проводили время с артистами и писали о них достоверные тематические статьи. Помимо материалов самого Делеханта, Hit Parader также публиковал статьи таких корреспондентов, как Эллен Сандер, Кейт Альтэм и Дерек Тейлор. В 1970-х среди авторов издания фигурировали такие журналисты как: Ник Логан, Барбара Чароне, Ленни Кей, Джон Ингхэм и Алан Бетрок.

### Переключение на хард-рок/хэви-метал
В 1970-х годах Hit Parader регулярно печатал статьи о представителях хард-рока: Led Zeppelin, The Rolling Stones, Дэвиде Боуи, Blue Öyster Cult, The Kinks, Three Dog Night, The Who, Cheap Trick, KISS и Van Halen. В конце десятилетия издание начало уделять много внимания исполнителям панка и новой волны. Помимо текстов песен, фотографий и тематических статьей, его регулярные номера включали рецензии на альбомы, интервью, различные факты о популярных рок-группах, а также письма и опросы читателей.

### Приход Сечера
Долгие годы должность редактора издания занимал Энди Сечер, который пришёл в журнал в качестве помощника оного в 1979 году, когда штат издания состоял практически из двух человек. В качестве резюме Сечер использовал интервью AC/DC, которое было опубликовано в New York Daily News. В нём, частности, отмечалось, что задачей Hit Parader на тот момент, было просто выживать — сводя концы с концами. Тогдашний редактор журнала Лиза Робинсон делала упор на музыку новой волны, четыре раза в год выезжая в Англию, чтобы взять интервью у таких артистов, как The Clash, и позиционируя Hit Parader, как издание, находящееся в «авангарде всего ново-волнового движения», как это впоследствии назвал Сечер. Однако журнал терпел финансовые убытки, так как при тираже в 200 000 экземпляров в месяц, продавалось всего 30 % номеров. В 1980 году Сечер сменил Робинсон на руководящем посту, а главным редактором журнала стал Шелтон Ивани, и именно под их руководством Hit Parader полностью отошел от ново-волновой сцены, став первым ежемесячным изданием, посвященным исключительно хард-року и хэви-металу.

«…мы были первым журналом в мире, который сосредоточился исключительно на хард-роке/хэви-метале. Нам немного повезло в том, что новая волна британского хэви-метала только начиналась, и бум металла на западном побережье должен был вот-вот начаться. запуск. Мы выбрали очень удачное время. Мы оставались верны хард-року на протяжении многих лет, потому что мой интерес к нему не угас до сих пор. Тенденции, группы и фанаты приходят и уходят, но хард-рок остаётся на плаву».— Энди Сечер в 2004 год.
Смена формата сразу же отразилась на продажах — Hit Parader начал печататься полумиллиоными тиражами, выручка увеличилась на 450 %. Сечер определил целевую аудиторию журнала как молодого мужчину из пригорода, которого он назвал «неким 17-летним парнем из Айовы, а не светской львицей на Манхэттене», и объяснил долголетие и успех Hit Parader его способностью предугадывать музыкальные тренды на месяцы вперед.
К 1984 году журнал сосредоточился исключительно на хэви-метале. Самым продаваемым номером журнала за все время стал июньский выпуск 1984 года, на обложке которого была напечатана (впервые) фотография восходящей группы из Лос-Анджелеса под названием Mötley Crüe. В декабре 1983 года Сечер отправился в Мексику чтобы взять интервью у музыкантов. Сечера встретил вокалист группы Винс Нил и отвез в отель (в номер музыкантов), где тот увидел «молодую женщину, распростертую на кровати, обнаженную, на которую накинулись музыканты с бутылкой вина [в руках]». Несмотря на то, что Сечеру пришлось серьезно отредактировал статью, прежде чем отправлять её в печать, номер вызвал большой общественный резонанс, в результате чего розничные ритейлеры, такие как 7-Eleven, угрожали убрать журнал с полок. В течение следующего десятилетия Hit Parader стал одним из ведущих американских изданий о хэви-метале, широко освещая популярные группы той эпохи, такие как Mötley Crüe, Quiet Riot, Def Leppard, Ratt и Ozzy Osbourne. В этот период журнал также публиковал специальные бонусные выпуски — например Hit Parader’s Heavy Metal Hot Shots и Hit Parader’s Heavy Metal Heroes. Сечер часто выезжал в командировки, лично встречаясь с гастролирующими музыкантами. «Оззи в Бразилии, Dio в Японии, Бон Джови в Канаде, The Scorpions в Швеции… этому не было конца. Нет никаких сомнений в том, что в 1970-е и 1980-е годы были масштабнее, круче и ярче», — отзывался он о той эпохе.
Сечер спродюсировал сопроводительную телевизионную программу под названием Hit Parader’s Heavy Metal Heroes (выходящей на кабельной сети USA Network), в которой транслировались музыкальные клипы в стиле хэви-метал и короткие интервью с артистами, которые были одними из ведущих лиц журнала. В период расцвета Hit Parader, в 1980-х, в журналистский пул издания входили такие корреспонденты, как Чарли Креспо, Джоди Саммерс, Вольфганг Шнапп, Эдрианн Стоун, Роб Эндрюс, Уинстон Каммингс и Рик Эванс.

### Спад в 1990-х и закрытие
В 1990-х популярность журнала пошла на спад, чему способствовало несколько факторов. Столкнувшись с финансовыми проблемами в 1991 году, Чарльтон продал Hit Parader, чтобы рассчитаться с долгами. В том же году был выпущен чрезвычайно успешный альбом Guns N' Roses Use Your Illusion II, включавший песню под названием «Get in the Ring», текст которой обвинял Сечера и Hit Parader в том, что они «печатают ложь вместо того, что мы говорим» и «обваровывают грёбаных детей… [и] разжигают споры». Песня была написана в ответ на мартовский номер 1991 года, центральным материалом которого было якобы первое совместное интервью Эксла Роуза и Себастьяна Баха из Skid Row, чьи фотографии разместили на обложку журнала. Однако вскоре выяснилось, что материал не являлся эксклюзивом, как утверждал Сечер, а представлял собой просто расшифровку телефонного разговора между музыкантами и Говардом Стерном, который ранее транслировался в радиошоу последнего. Музыканты вместе с тогдашней женой Роуза, Эрин Эверли, разговаривали с ведущим во время вечеринки в доме Эксла, и некоторые читатели выразили сомнение, что это интервью вообще было. В свою очередь Роуз и Бах обвинили, Энди Сечера, что таким образом он вводил аудиторию журнала в заблуждение.
С резким падением популярности хэви-метала в 1990-х читательская аудитория журнала начала неуклонно снижаться. Впоследствии многие музыковеды отмечали, что с прорывом альбома Nevermind (1991) группы «Нирвана» и роста популярности всего гранж-движения все изменилось буквально за одну ночь, и Сечер полностью согласен с этим мнением. Позднее Сечер так высказывался о расцвете журнала в 1970-х и 1980-х: «Историй было слишком много, а некоторые были настолько дикими, что мы просто не могли их печатать».
Общаясь с редакцией музыкального веб-сайта rockcritics.com в начале 2000-х, Сечер определил целевую аудиторию журнала как «молодую мужскую демографическую группу… Им нужны короткие, содержательные интервью и статьи — наряду с БОЛЬШИМИ цветными фотографиями. Формула довольно проста». Он также отстаивал приверженность журнала хэви-металу, несмотря на неодобрение, которое этот жанр вызвал у некоторых музыкальных критиков, заявляя следующее «Я всегда чувствовал, что такие люди, как Кристгау, должны оправдывать свое существование, продвигая художественную эстетику рок-музыки. Я никогда не воспринимал все это серьезно. Hit Parader — это не New York Times … это чертов журнал для фанатов, и мы гордимся тем, что являемся именно таким изданием».
Журнал закрылся в 2008 году, после релиза декабрьского номера. За годы своего существования Hit Parader, помимо прочего, опубликовал ряд выпусков, посвященных рейтингам «лучших в жанре», таких как «100 лучших металлических групп», «100 лучших гитаристов», «100 лучших вокалистов» и «100 лучших басистов и барабанщиков».

### Новые владельцы бренда
В 2020 году ветераны индустрии развлечений Мэтт Пинфилд, Эш Эвилдсен и Джош Бернстайн приобрели права на торговую марку Hit Parader и возродили его в виде продюсерской компании под старым брендом. Штаб-квартира нового Hit Parader была размещена в здании Panasonic в Юниверсал-Сити. Согласно заявлением основное внимание проекта будет уделяться «оригинальному контенту и захватывающим впечатлениям». Вскоре Эвилдсен объявил о планах по созданию нового телесериала под названием «Райский город», который был описан как «смесь юношеской тоски из „Эйфории“, аутентичность развлекательного бизнеса из „Красавцев“ и сверхъестественного веселья из „Сабрины“» с участием Дреа де Маттео и Беллы Торн. Первый восьмисерийный сезон планируется к выпуску на Amazon Prime в 2021 году, релиз второго сезона намечен на 2022 год.
Планов по возрождению журнала нет. «Я думаю, что наследие и история Hit Parader несут в себе современную ценность, на воссоздание которой ушло бы много лет», — сказал Эвилдсен. Новые владельцы также отказались от сфокусированности бренда на хэви-метале, по словам Эвилдсен «продюсерская компания будет открыта для всех музыкальных направлений».